# Хосе Ауреліо Гай
Хосе Ауреліо Гай (ісп. José Aurelio Gay, нар. 10 грудня 1965, Мадрид) — іспанський футболіст, що грав на позиції півзахисника. По завершенні ігрової кар'єри — тренер.
Виступав, зокрема, за клуб «Реал Сарагоса», а також молодіжну збірну Іспанії.
Володар Кубка Іспанії. Володар Кубка Кубків УЄФА.

## Клубна кар'єра
Народився 10 грудня 1965 року в місті Мадрид. Вихованець футбольної школи клубу «Реал Мадрид».
У дорослому футболі дебютував 1986 року виступами за команду «Реал Мадрид Кастілья», в якій провів два сезони, взявши участь у 56 матчах чемпіонату. 
Протягом 1988—1991 років захищав кольори команди клубу «Еспаньйол».
Своєю грою за останню команду привернув увагу представників тренерського штабу клубу «Реал Сарагоса», до складу якого приєднався 1991 року. Відіграв за клуб з Сарагоси наступні п'ять сезонів своєї ігрової кар'єри. Більшість часу, проведеного у складі сарагоського «Реала», був основним гравцем команди. За цей час виборов титул володаря Кубка Іспанії, ставав володарем Кубка Кубків УЄФА.
Протягом 1996—1997 років захищав кольори команди клубу «Реал Ов'єдо».
Завершив професійну ігрову кар'єру у клубі «Толедо», за команду якого виступав протягом 1997—1999 років.

## Виступи за збірні
У 1985 році залучався до складу молодіжної збірної Іспанії. На молодіжному рівні зіграв у 10 офіційних матчах, забив 1 гол.

## Кар'єра тренера
Розпочав тренерську кар'єру відразу ж по завершенні кар'єри гравця, 1999 року, очоливши тренерський штаб клубу «Толедо».
У 2009 році став головним тренером команди «Реал Сарагоса», тренував клуб з Сарагоси один рік.
Згодом протягом 2012–2013 років очолював тренерський штаб клубу «Расінг».
Протягом тренерської кар'єри також очолював команди «Реал Мадрид C», «Понтеведра», «Реал Хаен», «Лорка Депортіва» та «Фуенлабрада».
Наразі останнім місцем тренерської роботи була третя команда мадридського «Реала», головним тренером якої Хосе Ауреліо Гай був з 2013 по 2015 рік.

## Титули і досягнення

### Як гравця
- Володар Кубка Іспанії (1):

«Реал Сарагоса»: 1993-1994
- Володар Кубка Кубків УЄФА (1):

«Реал Сарагоса»: 1994-1995